# Ronald Venetiaan
Ronald Runaldo Venetiaan (Paramaribo, 18 de junio de 1936) es un político y médico surinamés que fue presidente de Surinam (el tercero constitucional), durante tres gobiernos: 1991-1996, 2000-2005 y 2005-2010. En 1992 firmó un tratado de alto al fuego con los principales grupos guerrilleros. Fue reelegido en las elecciones de 2005 para el período 2005-2010.

## Biografía
Ronald Venetiaan nació en Paramaribo, el 18 de junio de 1936 en el seno de una familia afro-surinamesa. Entre 1952 y 1955 cursó estudios en la Escuela Secundaria General. Luego se mudó a los Países Bajos. Venetiaan estudió medicina y matemática en la Universidad de Leiden. Luego regresó a Surinam donde trabajó como profesor de matemática y física. En 1969 se convirtió en director de la Escuela Secundaria General.
En 1973 se integró al Partido Nacional de Surinam e integró el gabinete de gobierno siendo ministro de educación durante el gobierno de Henck Arron. En 1980 un golpe de Estado llamado ``La revolución de los sargentos´´ depuso el gobierno de Arron y el gabinete se desintegró. Venetiaan enseñó en la facultad técnica de la Universidad Anton de Kom.
En 1978, en los Países Bajos, recibe el premio Gran Cruz Caballero de la orden de Orange-Nassau, ese mismo año recibe el premio Orden de Honor de la Estrella amarilla. Luego se casa con Lizbeth Vanenburg, con quien tiene 4 hijos.
También durante su adolescencia trabajó en la poesía bajo el seudónimo de Vene. En 1963 publica un artículo de poesía en la revista Mamjo y en 1968 en la revista Moetete.
Está casado con Liesbeth Vanenburg. La pareja tiene cuatro hijos.

## Elecciones presidenciales de 1991
Las elecciones celebradas el 25 de mayo de 1991, que contaron con la supervisión de la Organización de Estados Americanos, el Frente Nuevo, alianza formada por disidentes del Frente para la Democracia y el Desarrollo (FDD), se hizo con 30 escaños en la Asamblea Nacional, mientras que el NDP se hizo con 12 y la Alternativa Democrática 91 (DA91) obtuvo otros 9. El Frente Nuevo no logró los 2/3 necesarios para elegir a su candidato, Ronald Venetiaan, ni quisieron formar coalición con ningún otro partido. Para el 19 de julio de ese año aún no había coalición alguna, así que se llamó a la Asamblea Popular del Pueblo (APP). El 7 de septiembre Venetiaan fue elegido con el 78% de los votos.

## Gobiernos (1991-1996) (2000-2010)
Su primer mandato presidencial fue en el período 1991-1996. En octubre de 1991 impulsó una política de reducción de gastos de defensa y de las FF.AA.
A comienzos de 1992 el presidente Venetiaan se planteó acabar con el tráfico de drogas en Surinam, pidiendo ayuda técnica y militar al exterior. En octubre redujo el presupuesto per cápita para las fuerzas armadas y para la defensa, dentro de un programa de socialización del ejército. Las enmiendas a la constitución introducidas en marzo de 1992 incluyeron artículos para reducir la influencia política de los militares, retirándoles todos sus deberes a excepción de la ayuda a la nación. En abril quedó abolido el Consejo Militar, establecido en la constitución de 1987.
Se inició un proceso de pacificación con los movimientos guerrilleros y el mutuo desarme bajo supervisión de Brasil y Guyana, en representación de la ONU, y se comenzaron los planes de una Surinam democrática y social. También se solucionaron los problemas con los principales grupos guerrilleros en Surinam iniciándolos en la política como partidos.
Llegarían entonces las elecciones presidenciales del 25 de mayo de 1996, cuando el gobierno de Venetiaan sufría un generalizado descontento por la crisis económica que vivía el país a pesar del imaginario restablecimiento de las relaciones con Holanda. Sin embargo, el Frente Nuevo logró ser la coalición más votada con el 41.8% de los votos, seguido muy lejano con el 26.2% la coalición Boutersista del PND. Pese a esto, el NF no logró los 2/3 necesarios para hacer mayoría, sin lograr una coalición con ninguna otra fuerza. El 19 de julio se reunió la Asamblea Popular y por muy estrecho margen se decide declarar ganador al Boutersista Jules Wijdenbosch como presidente debido a una escisión dentro de la coalición del NF.
Venetiaan mantuvo su puesto como diputado en el Parlamento y fue férreo opositor al gobierno corrupto de Wijdenbosch que no supo controlar la hiperinflación y el generalizado descontento popular que motivó a un paro nacional y grandiosas protestas en Paramaribo durante 1999. La mayoría opositora en el parlamento secundada por la dirección de Venetiaan le exigió su renuncia y la celebración de elecciones anticipadas que fueron celebradas el 25 de mayo de 2000 nuevamente con Venetiaan a la cabeza recibiendo el respaldo del 47.5% y 33 escaños en el parlamento, lo que le permitió acceder a la presidencia sin la necesidad de una coalición.
Se destaca que durante su segundo mandato (2000-2005), el Tribunal Supremo de Ámsterdam sentenció que el golpista Dési Bouterse sería procesado nuevamente in absentia, acusado de haber encabezado una red de contrabando de cocaína durante su gobierno, y de promover los asesinatos de 1982. Venetiaan firmó la «Declaración de Chapultepec», relativa a la libertad de expresión y en septiembre de 2007 logró resolver el problema marítimo entre Guyana y Surinam, sin embargo se mantuvo el problema terrestre, que alimenta las tensiones bilaterales.
Los escándalos de corrupción, y escisiones dentro del propio partido de gobierno dañaron la imagen de Venetiaan, quién por 4.ª vez se presentó como candidato presidencial en las elecciones de 2005. Sería el Frente Nuevo el más golpeado que, a pesar de haber recibido el 41.2% de los votos, redujo peligrosamente los escaños en el congreso a 23 impidiéndole a Venetiaan la posibilidad de ser electo sin una coalición. Ocurriría el mismo caso de 1966, sólo que en esta oportunidad la Asamblea Popular votó en favor de la reelección de Venetiaan con 560 votos contra 315 por la mala imagen que tenía el candidato Boutersista Rabin Parmessar quién no poseía acta de nacimiento surinamesa.
Su tercer gobierno (2005-2010) implicó un claro desgaste a su persona y su partido. La crisis que venía viviendo el país desde 1998 fue estabilizada de cierta manera durante este tercer mandato, sin embargo la crisis sanitaria que vivió el país durante las lluvias de 2006 le obligaron a pedir ayuda internacional. Sería histórica la elección de 2010 en la que el voto de los jóvenes y las masas populares le dieran el respaldo al PND de Bouterse con 40% y 23 asientos sobre un 31.65% del NF quién decayó completamente obteniendo apenas 23 escaños. El 19 de julio la coalición que poseía el NF con A-Combinatie y Alianza Popular se revierte y en un giro inesperado apoyan la candidatura de Desi Bouterse, quién juraría como presidente el 12 de agosto de 2010.

## Posterior al Gobierno
Venetiaan conservó su curul en el Parlamento hasta su renuncia en octubre de 2013. Durante su estancia en el Partido Nacional de Surinam fue presidente de la Junta Asesora entre 1987 y 1993 y este último año se convierte en presidente del partido, cargo que ostentó hasta el 17 de junio de 2012 sucediéndole Gregory Rusland. También en 1993 se convierte en Presidente de la Johan Adolf Pengel Institute (Japin).
| Predecesor: Johan Kraag       | Ronald Venetiaan Presidente de Surinam 1991-1996 | Sucesor: Jules Wijdenbosch |
| Predecesor: Jules Wijdenbosch | Ronald Venetiaan Presidente de Surinam 2000-2010 | Sucesor: Dési Bouterse     |

- Datos: Q299020
- Multimedia: Ronald Venetiaan / Q299020